# National Board of Review Awards 1966
La 38ª edizione dei National Board of Review Awards si è tenuta il 10 gennaio 1967.

## Classifiche

### Migliori dieci film
- It Happened Here, regia di Kevin Brownlow e Andrew Mollo
- Alfie, regia di Lewis Gilbert
- John F. Kennedy: Years of Lightning, Day of Drums, regia di Bruce Herschensohn
- Nata libera (Born Free), regia di James Hill
- La Bibbia (The Bible: In the Beginning), regia di John Huston
- Shakespeare Wallah, regia di James Ivory
- Arrivano i russi, arrivano i russi (The Russians are Coming, the Russians are Coming), regia di Norman Jewison
- Georgy, svegliati (Georgy Girl), regia di Silvio Narizzano
- Chi ha paura di Virginia Woolf? (Who's Afraid of Virginia Woolf?), regia di Mike Nichols
- Un uomo per tutte le stagioni (A Man for All Seasons), regia di Fred Zinnemann

### Migliori film stranieri
- Una vecchia signora indegna (La Vieille dame indigne), regia di René Allio
- Vagone letto per assassini (Compartiment tueurs), regia di Costa Gavras
- Amleto (Gamlet), regia di Grigori Kozintsev e Iosif Shapiro
- Un uomo una donna (Un homme et une femme), regia di Claude Lelouch
- Il Vangelo secondo Matteo, regia di Pier Paolo Pasolini

## Premi
- Miglior film: Un uomo per tutte le stagioni (A Man for All Seasons), regia di Fred Zinnemann
- Miglior film straniero: Vagone letto per assassini (Compartiment tueurs), regia di Costa Gavras
- Miglior attore: Paul Scofield (Un uomo per tutte le stagioni)
- Miglior attrice: Elizabeth Taylor (Chi ha paura di Virginia Woolf?)
- Miglior attore non protagonista: Robert Shaw (Un uomo per tutte le stagioni)
- Miglior attrice non protagonista: Vivien Merchant (Alfie)
- Miglior regista: Fred Zinnemann (Un uomo per tutte le stagioni)